# Paradigm Entertainment
Paradigm Entertainment var ett amerikanskt datorspelsföretag. Paradigm Entertainment bildades 1997, såldes till THQ 2006 och stängdes ner 2008.

## Speltitlar
- 2007 — Stuntman: Ignition (Xbox 360 / Playstation 3 / Playstation 2)
- 2006 — Battlezone (Playstation Portable)
- 2004 — Terminator 3: The Redemption (Playstation 2 / Xbox / GameCube)
- 2003 — Mission: Impossible - Operation Surma (Playstation 2 / Xbox / GameCube)
- 2002 — Big Air Freestyle (GameCube)
- 2002 — The Terminator: Dawn of Fate (Playstation 2 / Xbox)
- 2001 — MX Rider (Playstation 2)
- 2001 — Spy Hunter (Playstation 2)
- 2000 — Duck Dodgers Starring Daffy Duck (Nintendo 64)
- 2000 — Indy Racing 2000 (Nintendo 64)
- 1999 — Beetle Adventure Racing! (Nintendo 64, släppt i Australien som HSV Adventure Racing)[1]
- 1999 — F-1 World Grand Prix II (Nintendo 64, endast i Europa)
- 1998 — F-1 World Grand Prix (Nintendo 64)
- 1997 — Aero Fighters Assault (Nintendo 64)
- 1996 — Pilotwings 64 (Nintendo 64)

### Ej släppta spel
- Ej namngivet first-person shooter (Xbox 360 / Playstation 3 / PC)[2]
- Magic Karts (Playstation 2)[2]
- Asteroids 3D (Xbox)[2]
- Harrier 2001 (Nintendo 64)[3]
- Skies (Heat.net)[4]
- Uppföljare till Pilotwings 64 (Nintendo 64)[5]